# Gary Shteyngart

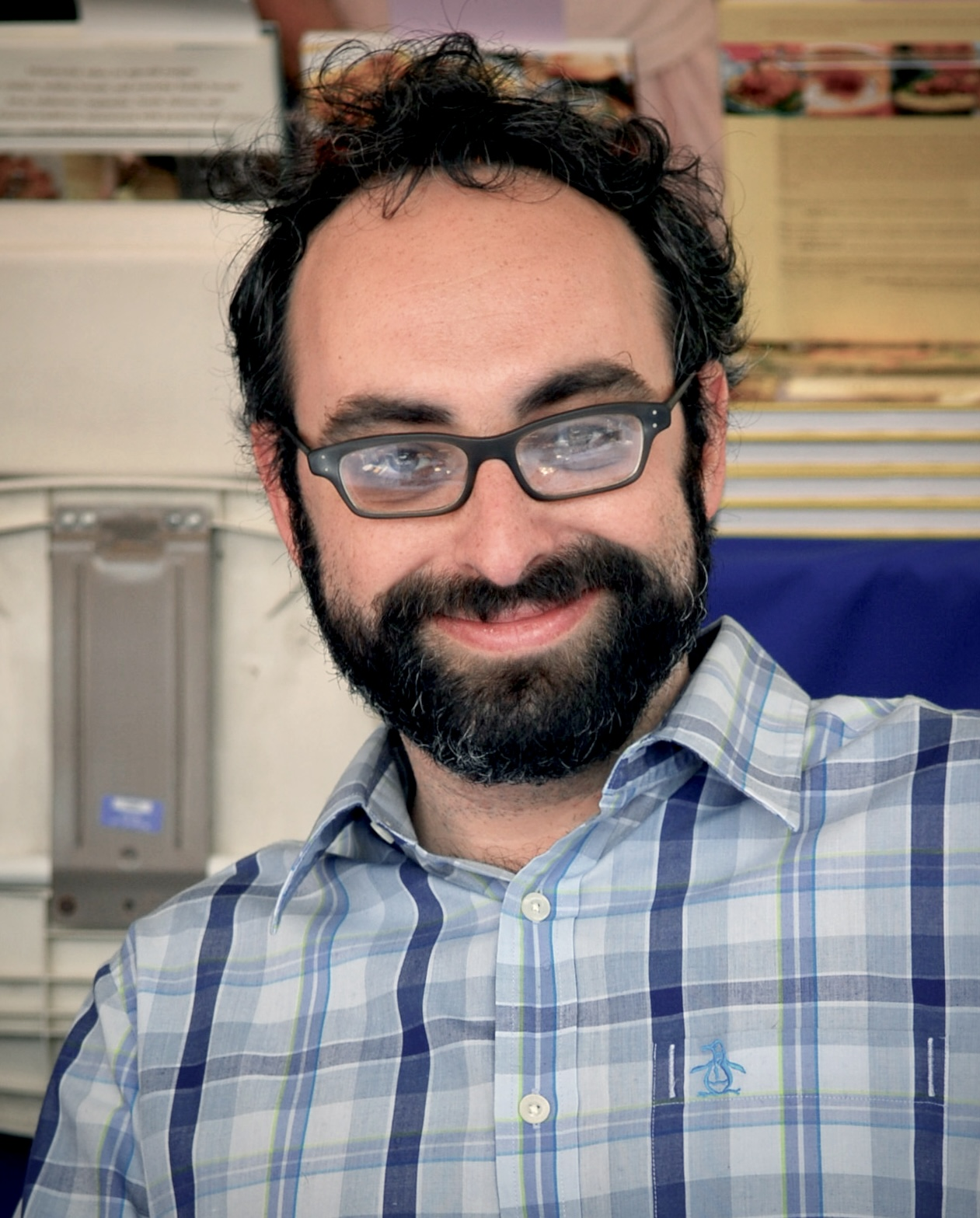
Gary Shteyngart en 2008.

Gary Shteyngart (nacido el 5 de julio de 1972, Leningrado) es un periodista y escritor estadounidense de origen ruso.

## Biografía
Emigró con sus padres ruso-judíos a la edad de siete años a Queens, centro de New York. Después de una estadía en Praga a comienzos de los 90, estudió ciencia política en Oberlin. Luego trabajó en diversas ONG en New York.
En 2003 inicia su debut como novelista con la obra el Manual para las debutantes rusas (2003) en Bakú, Azerbaiyán. Allí se documenta para su segunda novela Snack Daddys adventurous journey (2006; en español Absurdistan). Con un personaje de 147 Kilogramos Mischa.
Stteyngart –como periodista cultural y de turismo- publica en Granta, The New Yorker, The New York Times y en la revista de pasatiempo Travel & Leisure.  Es conocido en los Estados Unidos por ser prolífico escritor de elogios promocionales de sobrecubiertas.  En 2018 publicó en inglés Lake Success, que se distingue de su antiguo corpus por carecer de referencias culturales rusas.  Shteyngart vive en Nueva York.

## Crítica
Alberto Olmos llamó a En Lake Success "brillantísima" y "quizá su mejor novela."

## Ediciones en español
- Pequeño fracaso (Libros del Asteroide, 2015) ISBN 978-84-162-1354-2
- Una súper triste historia de amor verdadero (Duomo ediciones, 2011) ISBN 978-84-927-2364-5
- Absurdistán (Alfaguara, 2008) ISBN 978-84-204-7254-6[6]
- El manual del debutante ruso (Alfaguara, 2010) ISBN 978-84-204-0516-2

Galardonada en 2002 con el Premio Stephen Crane al Mejor Debut Literario y considerada uno de los mejores libros del año por 'The New York Times', 'The Washington Post Book World', 'The Guardian', 'Entertainment Weekly' y la Asociación de Bibliotecas de Estados Unidos.
- De los diarios de Lenny Abramov (Granta digital)[7]

- ——— (2022). En Lake Success (Catalina Martínez Muñoz, trad.). Barcelona: Alfaguara (editorial). ISBN 978-84-204-3980-8.

## Enlaces
Absurdistán comentario
- Educational Update